# فرناندينيو (لاعب كرة قدم مواليد 1993)
فرناندينيو (بالبرتغالية: Fernando Henrique da Conceição‏) (بالصينية: 费尔南多·恩里克·达·孔塞桑) هو لاعب كرة قدم صيني وبرازيلي في مركز الهجوم، ولد في 16 مارس 1993 في ساو باولو في البرازيل. لعب مع إشتوريل برايا ونادي اتلتيكو سوروكابا ونادي تشونغتشينغ ليانغجيانغ ونادي فلامنغو.

## وصلات خارجية
- فرناندينيو (لاعب كرة قدم مواليد 1993) على موقع قاعدة بيانات كرة القدم.إي يو (الإنجليزية)
- فرناندينيو (لاعب كرة قدم مواليد 1993) على موقع Soccerway.com (الإنجليزية)
- فرناندينيو (لاعب كرة قدم مواليد 1993) على موقع AS.com (الإسبانية)